# Nasolamia velox
Nasolamia velox también llamado tiburón de cara blanca o cazón de trompa larga, es una especie de tiburón de la familia Carcharhinidae. El único miembro del género Nasolamia, se encuentra en las aguas tropicales del océano Pacífico oriental entre las latitudes 31 ° N y 18 ° S, a profundidades de entre 15 a 200 m. La longitud máxima que alcanza es de 1,5 m.
Es vivíparo, con 5 crías por camada, al nacer estos miden alrededor de 53 cm.